# 다섯발가락뛰는쥐아과
다섯발가락뛰는쥐아과(Allactaginae)는 뛰는쥐과에 속하는 설치류 분류군이다. 3개 속에 17종으로 이루어져 있다. 한 종 네발가락뛰는쥐를 제외하고 대부분 아시아에서 발견된다. 뒷다리가 앞다리 길이의 거의 4배로 길다.

## 하위 속
- 다섯발가락뛰는쥐속 또는 다섯발가락날쥐속 (Allactaga) - 13종
- 보브린스키뛰는쥐속 또는 보브린스키날쥐속 (Allactodipus) - 1종
- 살찐꼬리뛰는쥐속 또는 살찐꼬리날쥐속 (Pygeretmus) - 3종